# Simulium kawagishii
Simulium kawagishii är en tvåvingeart som beskrevs av Takaoka och Suzuki 1995. Simulium kawagishii ingår i släktet Simulium och familjen knott. Inga underarter finns listade i Catalogue of Life.